# Calle de Alcalleres
La calle de Alcalleres es una vía urbana de la ciudad de Valladolid, España.

## Descripción
Aparece descrita en Las calles de Valladolid de Juan Agapito y Revilla de la siguiente manera:

Pertenecía esta calle al barrio de Santa María o la antigua morería, y como significa la palabra «alcaller», que viene del árabe algallet, de golla, cántaro, lo mismo que alfar o taller donde se fabricaban vasijas de barro, es fácil suponer que en la calle había alfarerías, industria a que se dedicaron moros y moriscos, y por ello quedó la calle con tal título. Del barrio de Santa María me ocuparé con más extensión al tratar de la calle de este nombre, que en el plano de 1738 figura con el título «de los Alcalleres», quizá por error del autor al rotular las vías marcadas en su trabajo. En el nomenclátor de calles del Manual histórico y descriptivo de Valladolid, editado en 1861, se puso a esta calle el nombre de «Arcalleres», error manifiesto de pronunciación.